# Gianmarco Zigoni
Gianmarco Zigoni (* 10. května 1991, Verona) je italský fotbalista, který hraje na postu útočníka v za klub Benátky FC. Momentálně hraje na hostování v klubu Novara Calcio.

## Přestupy
- - z FC Treviso do AC Milan za 1 300 000 Euro
  - z AC Milán do Benátky FC za 400 000 Euro

## Statistiky
| Sezóna  | Klub                  | Liga                     | Liga   | Liga | Ligové poháry | Ligové poháry | Ligové poháry | Kontinentální poháry | Kontinentální poháry | Kontinentální poháry | Celkem | Celkem |
| Sezóna  | Klub                  | Soutěž                   | Zápasy | Góly | Soutěž        | Zápasy        | Góly          | Soutěž               | Zápasy               | Góly                 | Zápasy | Góly   |
| ------- | --------------------- | ------------------------ | ------ | ---- | ------------- | ------------- | ------------- | -------------------- | -------------------- | -------------------- | ------ | ------ |
| 2008/09 | Treviso FBC           | Serie B                  | 18     | 2    | -             | 0             | 0             | -                    | 0                    | 0                    | 18     | 2      |
| 2009/10 | AC Milán              | Serie A                  | 1      | 0    | IP            | 0             | 0             | -                    | 0                    | 0                    | 1      | 0      |
| 2010/11 | Janov CFC             | Serie A                  | 0      | 0    | IP            | 0             | 0             | -                    | 0                    | 0                    | 0      | 0      |
| 2011    | Frosinone Calcio      | Serie B                  | 6      | 1    | -             | 0             | 0             | -                    | 0                    | 0                    | 6      | 1      |
| 2011/12 | AS Avellino 1912      | Lega Pro Prima Divisione | 30     | 11   | -             | 0             | 0             | -                    | 0                    | 0                    | 30     | 11     |
| 2012/13 | FC Pro Vercelli 1892  | Serie B                  | 11     | 1    | IP            | 1             | 0             | -                    | 0                    | 0                    | 12     | 1      |
| 2013    | AS Avellino 1912      | Lega Pro Prima Divisione | 10     | 6    | -             | 0             | 0             | -                    | 0                    | 0                    | 10     | 6      |
| 2013/14 | US Lecce              | Lega Pro Prima Divisione | 25     | 9    | IP            | 3             | 2             | -                    | 0                    | 0                    | 28     | 11     |
| 2014/15 | AC Monza Brianza 1912 | Lega Pro                 | 14     | 1    | -             | 0             | 0             | -                    | 0                    | 0                    | 14     | 1      |
| 2015    | S.P.A.L.              | Lega Pro                 | 19     | 11   | -             | 0             | 0             | -                    | 0                    | 0                    | 19     | 11     |
| 2015/16 | S.P.A.L.              | Lega Pro                 | 33     | 11   | IP            | 2             | 1             | -                    | 0                    | 0                    | 35     | 12     |
| 2016/17 | S.P.A.L.              | Serie B                  | 36     | 11   | IP            | 1             | 0             | -                    | 0                    | 0                    | 37     | 11     |
| 2017/18 | Benátky FC            | Serie B                  | 43     | 6    | -             | 0             | 0             | -                    | 0                    | 0                    | 43     | 6      |
| 2018/19 | Benátky FC            | Serie B                  | 6      | 4    | IP            | 1             | 0             | -                    | 0                    | 0                    | 7      | 4      |
| 2019/20 | Benátky FC            | Serie B                  | 17     | 1    | IP            | 0             | 0             | -                    | 0                    | 0                    | 17     | 1      |
| 2020/21 | Novara Calcio         | Serie C                  | ?      | ?    | IP            | ?             | ?             | -                    | 0                    | 0                    | ?      | ?      |
| Celkově | Celkově               | Celkově                  | 269    | 75   | -             | 8             | 3             | -                    | 0                    | 0                    | 278    | 78     |